# Chaneque
Chaneque o Ohuican Chaneque, come venivano chiamati dagli aztechi, sono creature leggendarie del folklore messicano. Vengono immaginati come piccoli esseri, simili a spiriti, che rappresentano le forze elementari e sono i guardiani della natura.

## Descrizione
Per tradizione, questi esseri attaccano gli intrusi, spaventandoli al punto che la loro anima abbandona il corpo, per venire catturata dai chaneque che la rinchiudono nelle profondità della terra. Se la vittima non recupera la propria anima tramite uno specifico rituale, si ammala morendo nel giro di poco tempo.
In alcune leggende contemporanee, i chaneque vengono descritti come bambini con facce da uomini o donne anziani, che fanno perdere le persone dai tre ai sette giorni, dopo di cui le vittime non sono in grado di ricordare quello che è successo. Nonostante questo si sa che sono stati rapiti dai chaneque e portati nel loro oltretomba, cui si accede attraverso un tronco secco di kapok.
Altri simili esseri mitologici sono comuni nelle tradizioni mesoamericane e latino americane, conosciuti con il nome spagnolo di duende. Nella cultura tipica della penisola dello Yucatán, questi esseri sono conosciuti come aluxob in lingua maya yucateca.